# Кинтамани (порода собак)
Кинтамани, или балийская собака, — порода собак с острова Бали, Индонезия. Получила название в честь одноимённого района. Это домашняя порода, почти неизвестная за пределами своей родины.

## История породы
Точное происхождение породы было долго неизвестно, но исследования ДНК установили, что кинтамани это смесь уличных индонезийских собак, австралийского динго и ещё девяти пород азиатского и европейского происхождения. Предки кинтамани жили на Бали около 3000 лет назад. После исчезновения сухопутного моста с острова на материк, кинтамани стала реже скрещиваться с новыми породами. С 1926 года правительство вовсе запретило въезд новым породам из-за распространения бешенства.

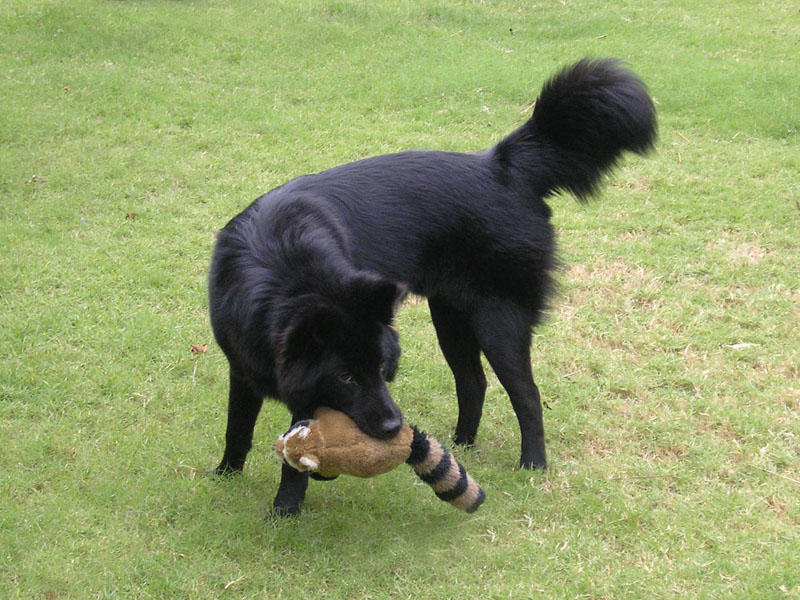
Кинтамани чёрного окраса в возрасте 1 года

В 1985 году кинологический клуб вместе с университетом Удаяна провёл первую выставку собак на Бали.
В 2008 году популяция кинтамани насчитывала около 600 000—800 000 особей, но после эпизоотии бешенства их численность сократилось до 150 000—160 000.
В 2019 году порода была признана Международной кинологической Федерацией на предварительной основе. Представитель Клуба собаководов Индонезии (IKK) Бенни Квок Ви Сиу подчеркнул, что кинтамани стала первой индонезийской породой собак, получившей международное признание.

## Внешний вид
Порода среднего размера.
Лоб широкий, морда клиновидная, сужается к мочке носа. Уши вертикальные. Глаза миндалевидные, коричневого цвета.
Губы плотные. Шея крепкая. Корпус прямоугольный, шея крепкая. Поясница широкая. Живот слегка подтянут. Лапы средней длины, округлой формы, мускулистые. Хвост серповидный.
Шерсть толстая, плотная, длинная, с мягким подшёрстком. Основной окрас породы это белый или белый с красноватым оттенком на ушах или хвосте, чёрный, рыжий, палевый, тигровый.
Высота в холке кобелей — 49—57 см, сук — 44—52 см. Вес кобелей — 15—18 кг, сук — 13—16 кг.

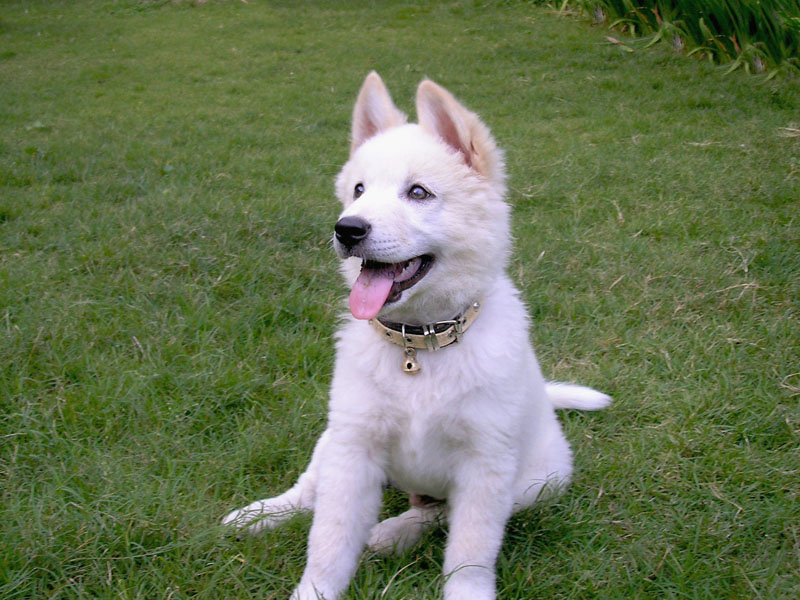
3-месячный щенок белого окраса

## Характер
Щенки Кинтамани энергичные, легко поддаются к дрессировкам за счёт развитого интеллекта, склонны к излишнему любопытству и тревоге. Сама порода дружелюбна и привязана к хозяину и семье, но также может охранять дом. Также она хорошо относится к другим домашним питомцам.
Их дикие сородичи во время беременности выкапывают ямы и содержат там потомство, подобное поведение было замечено и у домашних особей.

## Здоровье
Средняя продолжительность жизни 10—14 лет.